# セバスティアン・ロスレル
セバスティアン・ロスレル（Sébastien Rosseler、1981年7月15日 - ）は、ベルギー、ヴェルヴィエ出身の自転車競技（ロードレース）選手。

## 来歴
2003年、クイックステップ・ダヴィタモン（現 クイックステップ）と契約を結んでプロ転向。
2004年、リラックス・ボディソルに移籍。
2005年、クイックステップ・イネルゲティック（現 クイックステップ）に移籍。
- 度重なる負傷により、実績を挙げられなかった。

2006年
- ブエルタ・ア・エスパーニャ 総合116位

2007年
- ツール・ド・フランス 総合104位
- エネコ・ツアー 区間1勝(第7)

2008年
- エネコ・ツアー 総合2位

2010年、チーム・レディオシャックに移籍。
- ブラバントス・パイル 優勝

2011年
- デ・パンネ3日間 総合優勝

2012年、ガーミン・バラクーダに移籍。